# Nemotelus consentiens
Nemotelus consentiens är en tvåvingeart som beskrevs av Lindner 1959. Nemotelus consentiens ingår i släktet Nemotelus och familjen vapenflugor. Inga underarter finns listade i Catalogue of Life.